# Сопин
Со́пин (укр. Со́пин) — село на Украине, находится в Погребищенском районе Винницкой области.
Код КОАТУУ — 0523482803. Население по переписи 2001 года составляет 453 человека. Почтовый индекс — 22247. Телефонный код — 4346.
Занимает площадь 0,22 км².

## Адрес местного совета
22246, Винницкая область, Погребищенский р-н, с. Мончин, ул. Центральная, 61